# Maashaven
De Maashaven is een van de havens van Rotterdam. De Maashaven ligt nabij de Rijnhaven en de oude wijk Katendrecht. 
De aanleg duurde van 1898 tot 1905. De oppervlakte is 60 ha. De Maashaven is net als de Rijnhaven aangelegd voor de overslag van massagoed 'op stroom'. Langs de kades van de Maashaven bevinden zich de vuilverbranding van de AVR (vroeger ROTEB), enkele silo's van (vroegere) graanbedrijven en opslagplaatsen, zoals de Meneba (Dossche Mills) de Quaker en de "Oude Graansilo", waar de populaire discotheek Maassilo is gevestigd.
De Maashaven is tevens een ligplaats voor onder andere binnenvaartschepen en is bereikbaar met lijn D en E van de Rotterdamse metro (Maashaven). De Brielselaan loopt langs de Maashaven. De woonomgeving bij de Maashaven van de Tarwewijk is de laatste jaren vernieuwd. Sinds 2004 is naast het metrostation Maashaven een woontoren gesitueerd. Deze woontoren, met de naam "The Queen of the South" bevat het Arthotel, kantoorruimte en 11 etages met elk 8 (grote) appartementen. Vanaf station Maashaven start de Dordtselaan.
In 2021 werd een plan gepresenteerd om een deel van de Maashaven te dempen en daar het Nelson Mandelapark aan te leggen. Het project is een van de zeven grote stadsprojecten, waar ook Rijnhaven, het Hofbogenpark en de vernieuwing van het Hofplein toe behoren.

## Fotogalerij

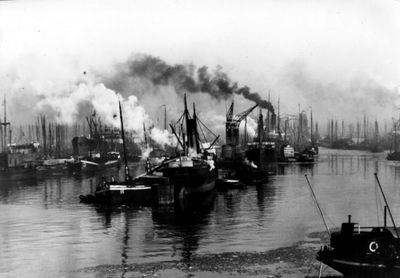
De Maashaven in 1906
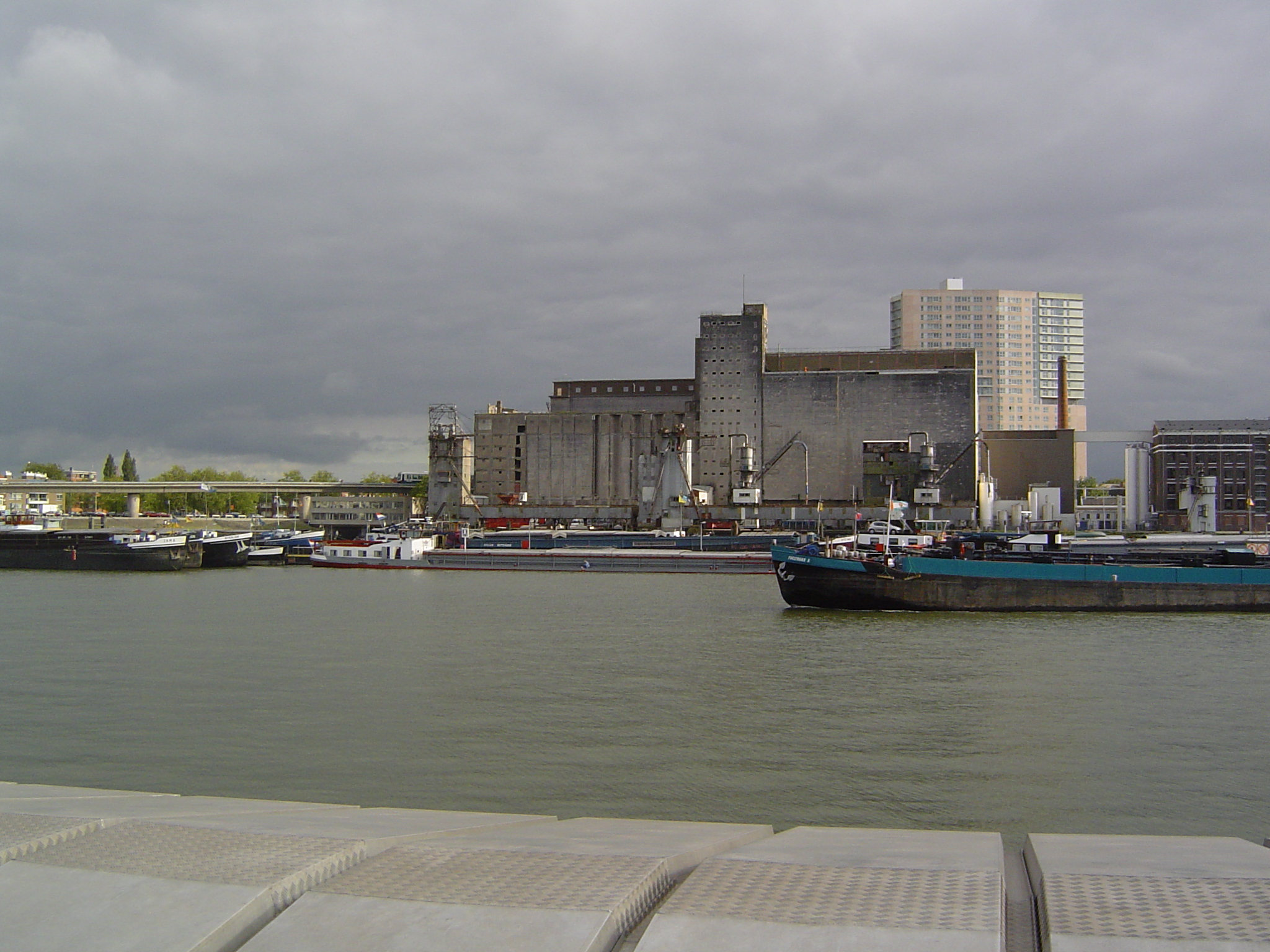
Maashaven in 2007
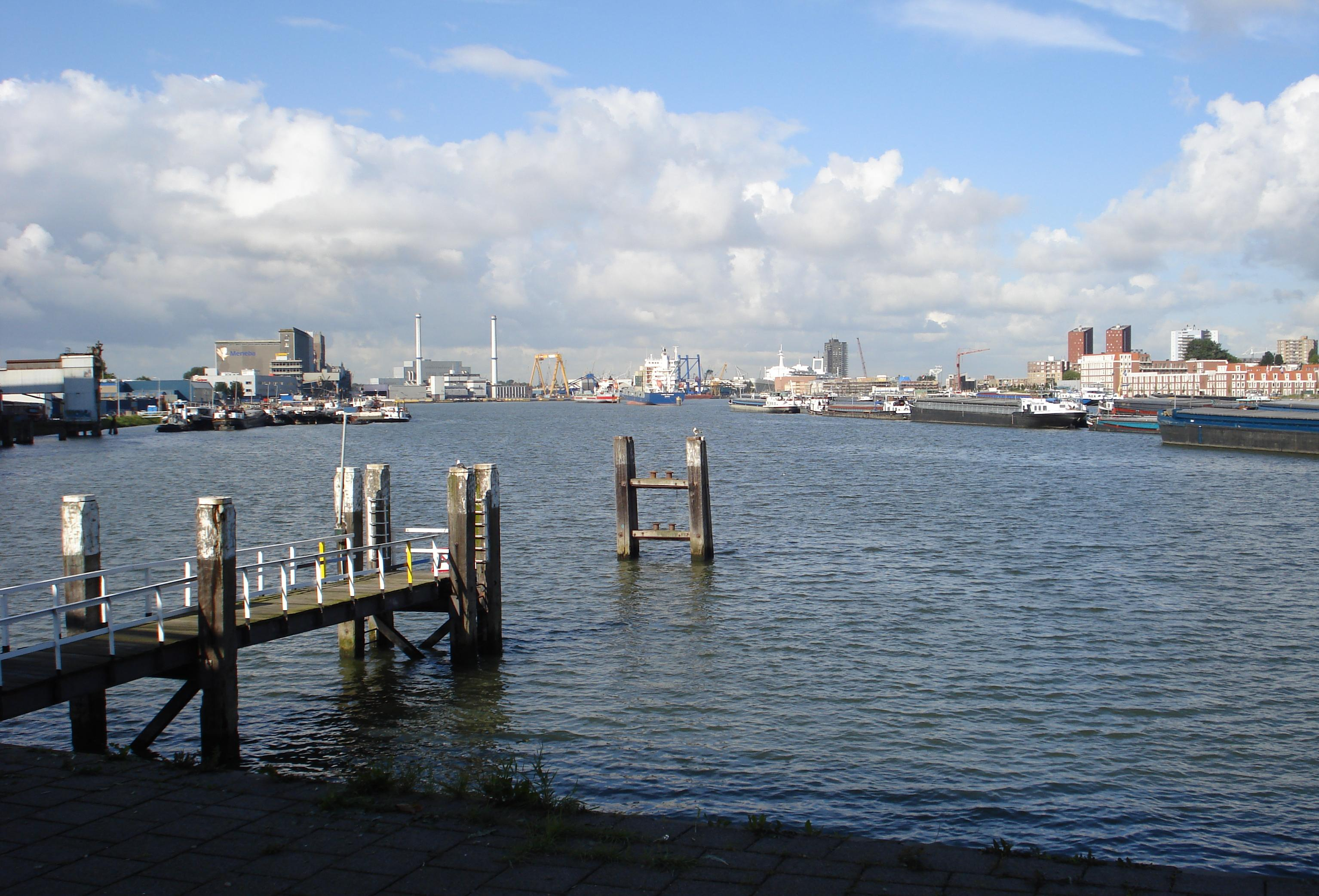
Maashaven nogmaals
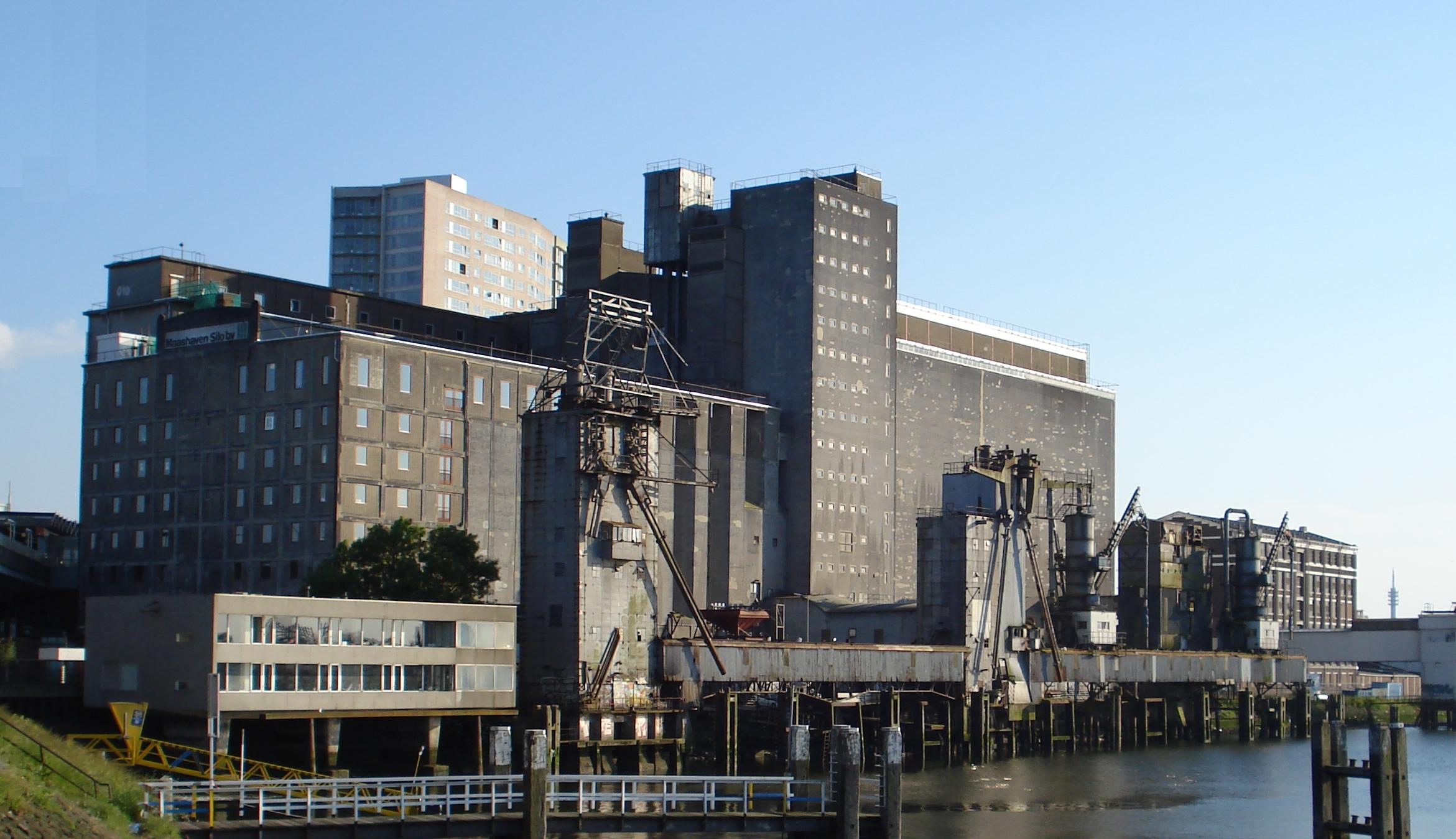
De Maassilo
Panorama van de Maashaven naar het westen
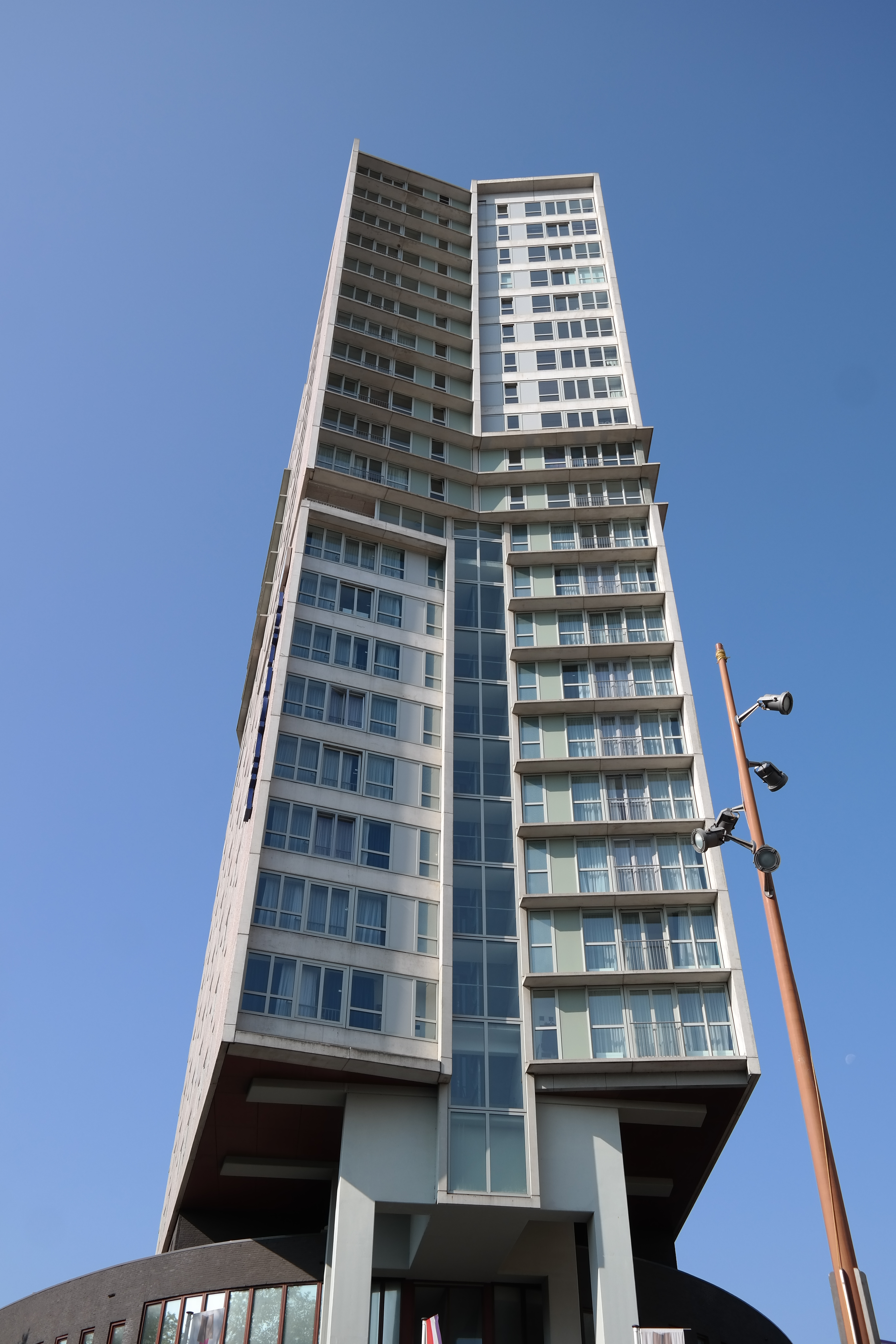
Queen of the South in 2018